# Carlo Vanzina
Carlo Vanzina (Roma, 13 marzo 1951 – Roma, 8 luglio 2018) è stato un regista, produttore cinematografico e sceneggiatore italiano.

## Biografia
Secondogenito del regista e sceneggiatore Steno (pseudonimo di Stefano Vanzina) e di Maria Teresa Nati, era il fratello minore dello sceneggiatore e produttore Enrico Vanzina. Ha frequentato il Lycée Chateaubriand di Roma.
Dopo un apprendistato con Mario Monicelli (fu assistente alla regia in Amici Miei nel 1975), con il padre Steno e con Alberto Sordi, ha formato con il fratello maggiore Enrico un'affiatatissima coppia di cineasti di grande versatilità ed efficienza produttiva. Dopo il suo debutto dietro la macchina da presa nel 1976 con Luna di miele in tre, in 40 anni ha realizzato 60 film per il grande schermo, firmando alcuni dei maggiori successi del cinema italiano degli anni ottanta e novanta, alfiere di quella particolare evoluzione della commedia all'italiana verso i territori più facilmente commerciali del giovanilismo e dell'umorismo di derivazione televisiva.

### Carriera
I suoi primi successi sono giunti con la scoperta di Diego Abatantuono (Eccezzziunale... veramente e Viuuulentemente mia, entrambi del 1982), seguiti subito dopo dal lancio di uno spensierato sottogenere vacanziero-nostalgico con Sapore di mare (1983). Sempre in tema di ripresa di modelli, ha poi rivitalizzato il film a episodi con comici di provenienza televisiva con Vacanze di Natale (1983) e Yuppies - I giovani di successo (1986), una formula che è stata la garanzia della sua fortuna cinematografica anche in seguito, con Sognando la California (1992), S.P.Q.R. - 2000 e ½ anni fa (1994) , A spasso nel tempo (1996) e il seguito di questo, A spasso nel tempo - L'avventura continua (1997).
Pur se indissolubilmente legato nell'immaginario alla commedia nazional-popolare, Vanzina si è cimentato, con buoni risultati, anche con altri generi come il thriller (Mystère del 1983, Sotto il vestito niente del 1985, Squillo del 1996 e Sotto il vestito niente - L'ultima sfilata del 2011), l'avventura in costume (La partita del 1988), il poliziesco (Tre colonne in cronaca del 1990, tratto dall'omonimo romanzo di Corrado Augias e Daniela Pasti), il drammatico (I miei primi 40 anni del 1987, Miliardi del 1991) e la commedia meno farsesca (Io no spik inglish del 1995).
Nel 2001 sono usciti E adesso sesso e South Kensington, l'anno successivo è stata la volta di Febbre da cavallo - La mandrakata, atteso seguito del film quasi omonimo (Febbre da cavallo), diretto nel 1976 dal padre. Nel 2003 è uscito Il pranzo della domenica e nel 2004 In questo mondo di ladri e Le barzellette. Nel 2005 ha diretto Il ritorno del Monnezza, un omaggio ai film polizieschi interpretati da Tomas Milian; nel 2006 sono usciti Eccezzziunale veramente - Capitolo secondo... me e Olé; nel 2007 2061 - Un anno eccezionale. Dal 2005 al 2008 dirige Un ciclone in famiglia, serie televisiva con Massimo Boldi.
Nell'estate del 2008 esce il film Un'estate al mare, che descrive sette storie divertenti ambientate nei luoghi celebri dell'estate all'italiana. L’anno successivo esce Un'estate ai Caraibi, storia di un uomo oberato dai debiti che scappa ai Caraibi, dove vive architettando truffe ai danni dei turisti. Nel 2010 dirige La vita è una cosa meravigliosa e Ti presento un amico. Nel 2011 è alla regia di Sotto il vestito niente - L'ultima sfilata, un thriller ambientato nel mondo della moda, e di Ex - Amici come prima!, sequel del film Ex, diretto da Fausto Brizzi nel 2009. Nel 2012 esce Buona giornata, commedia che vede tra gli interpreti Diego Abatantuono, Lino Banfi e Christian De Sica.
Nel 2013 dirige Mai Stati Uniti, storia di cinque sconosciuti che scoprono di essere fratelli dopo la morte del padre e che per incassarne l’eredità devono recarsi negli Stati Uniti per spargerne le ceneri in Arizona. Nel 2014 è alla regia di Sapore di te, sequel dei successi degli anni ottanta Sapore di mare e Sapore di mare 2 - Un anno dopo, e di Un matrimonio da favola. Nel 2015 esce Torno indietro e cambio vita, storia di un uomo che deve crearsi una nuova vita dopo aver scoperto di essere stato tradito dalla moglie. Nel 2016 dirige due film: Miami Beach e Non si ruba a casa dei ladri. Nel 2017 esce Caccia al tesoro, ultimo lavoro del regista romano.

### Morte
Vanzina è morto l'8 luglio 2018, all'età di 67 anni presso la clinica Mater Dei di Roma per la recidiva di un melanoma, che si era manifestato per la prima volta venticinque anni prima: i funerali si sono celebrati due giorni dopo nella basilica di Santa Maria degli Angeli e dei Martiri. Vanzina è sepolto a Roma nel cimitero Flaminio accanto al padre Stefano.

## Vita privata
È stato sposato una prima volta con l'attrice Ely Galleani, dal 1972 al 1980, e poi, dal 1980 al 1987, con la costumista cinematografica Marina Straziota; convolò infine a nozze per l'ultima volta nel 1996 con Lisa Melidoni, da cui ha avuto due figlie, Isotta e Assia.

## Filmografia

### Regista

#### Cinema
- Luna di miele in tre (1976)
- Figlio delle stelle (1979)
- Arrivano i gatti (1980)
- Una vacanza bestiale (1981)
- I fichissimi (1981)
- Eccezzziunale... veramente (1982)
- Viuuulentemente mia (1982)
- Sapore di mare (1983)
- Mystère (1983)
- Il ras del quartiere (1983)
- Vacanze di Natale (1983)
- Amarsi un po'... (1984)
- Vacanze in America (1984)
- Sotto il vestito niente (1985)
- Yuppies - I giovani di successo (1986)
- Via Montenapoleone (1987)
- I miei primi 40 anni (1987)
- Montecarlo Gran Casinò (1987)
- La partita (1988)
- Le finte bionde (1989)
- Tre colonne in cronaca (1990)
- Miliardi (1991)
- Piedipiatti (1991)
- Sognando la California (1992)
- Piccolo grande amore (1993)
- I mitici - Colpo gobbo a Milano (1994)
- S.P.Q.R. - 2000 e ½ anni fa (1994)
- Io no spik inglish (1995)
- Selvaggi (1995)
- Squillo (1996)
- A spasso nel tempo (1996)
- Banzai (1997)
- A spasso nel tempo - L'avventura continua (1997)
- Il cielo in una stanza (1999)
- Vacanze di Natale 2000 (1999)
- Quello che le ragazze non dicono (2000)
- E adesso sesso (2001)
- South Kensington (2001)
- Febbre da cavallo - La mandrakata (2002)
- Il pranzo della domenica (2003)
- Le barzellette (2004)
- In questo mondo di ladri (2004)
- Il ritorno del Monnezza (2005)
- Eccezzziunale veramente - Capitolo secondo... me (2006)
- Olé (2006)
- 2061 - Un anno eccezionale (2007)
- Un'estate al mare (2008)
- Un'estate ai Caraibi (2009)
- La vita è una cosa meravigliosa (2010)
- Ti presento un amico (2010)
- Sotto il vestito niente - L'ultima sfilata (2011)
- Ex - Amici come prima! (2011)
- Buona giornata (2012)
- Mai Stati Uniti (2013)
- Sapore di te (2014)
- Un matrimonio da favola (2014)
- Torno indietro e cambio vita (2015)
- Miami Beach (2016)
- Non si ruba a casa dei ladri (2016)
- Caccia al tesoro (2017)

#### Televisione
- Anni '50 – miniserie TV, 4 episodi (1998)
- Anni '60 – miniserie TV, 4 episodi (1999)
- Un maresciallo in gondola – film TV (2002)
- Piper – film TV (2007)
- Un ciclone in famiglia – serie TV, 22 episodi (2005-2008)
- Vip – film TV (2008)

### Sceneggiatore
- Colpita da improvviso benessere, regia di Franco Giraldi (1975)
- Un incontro molto ravvicinato - episodio di Per vivere meglio, divertitevi con noi, regia di Flavio Mogherini (1978)
- Miracoloni, regia di Francesco Massaro (1981)
- Un ragazzo e una ragazza, regia di Marco Risi (1984)
- Fratelli d'Italia, regia di Neri Parenti (1989)
- Italian Fast Food, regia di Lodovico Gasparini (1986)
- Vacanze di Natale '95, regia di Neri Parenti (1995)
- Fratelli Coltelli, regia di Maurizio Ponzi (1997)
- Simpatici & antipatici, regia di Christian De Sica (1998)
- Tifosi, regia di Neri Parenti (1999)
- Matrimonio alle Bahamas, regia di Claudio Risi (2007)
- Ci sta un francese, un inglese e un napoletano, regia di Eduardo Tartaglia (2007)
- Piper, regia di Francesco Vicario (2009)
- Vacanze di Natale a Cortina, regia di Neri Parenti (2011)
- Area paradiso, regia di Diego Abatantuono (2012)
- Ma tu di che segno 6?, regia di Neri Parenti (2014)
- Sei mai stata sulla luna?, regia di Paolo Genovese (2015)
- Natale a 5 stelle, regia di Marco Risi (2018)

## Pubblicità
- Negli anni ottanta con la propria società Video 80 produce svariati spot pubblicitari, diretti da lui stesso o da altri registi di cinema come Franco Brusati o Gillo Pontecorvo. Fra i vari prodotti reclamizzati, la Vespa Piaggio.[5]